# Boissiera
Genre
Classification phylogénétique
Boissiera est un genre de plantes herbacées de la famille des Poaceae.

## Liste d'espèces
- Boissiera danthoniae (Trin.) A.Braun
- Boissiera pumilio (Trin.) Hack.
- Boissiera squarrosa (Banks & Sol.) Nevski